# 鷲塚針原站
鷲塚針原站（日语：／ Washizuka-Haribara eki */?）是位於福井縣福井市川合鷲塚町，屬於越前鐵道的三國蘆原線車站。車站編號為E32。
此站位於福井市最北端位置。在車站北邊約100米處為坂井市邊界。因此站名取自福井市川合鷲塚町的「鷲塚」和坂井市春江町針原的「針原」。此站的站房被登錄成為國家登錄有形文化財。

## 車站構造

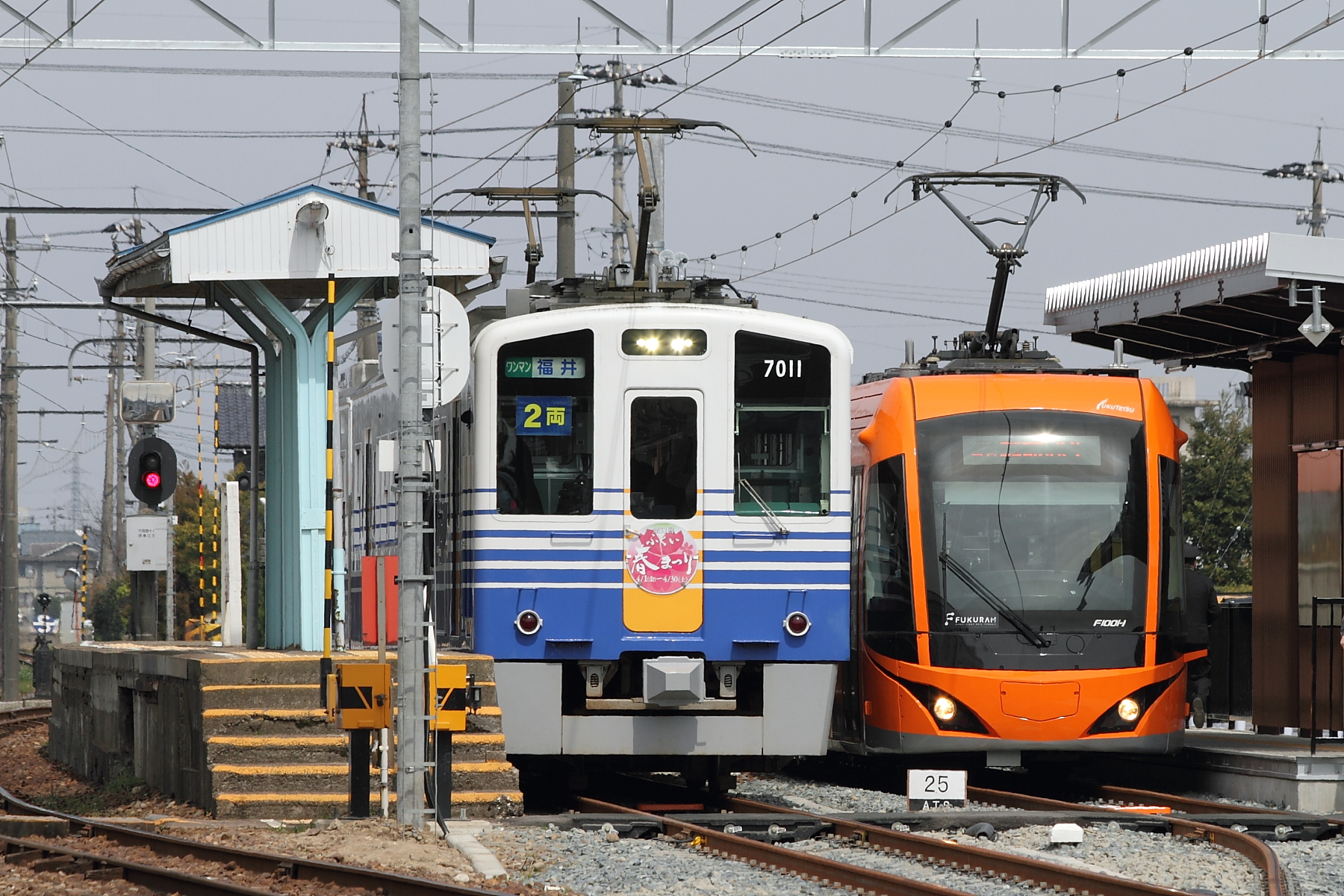
左邊是原本使用的島式月台，右邊福井鐵道直通車輛專用的低地台單式月台（右）

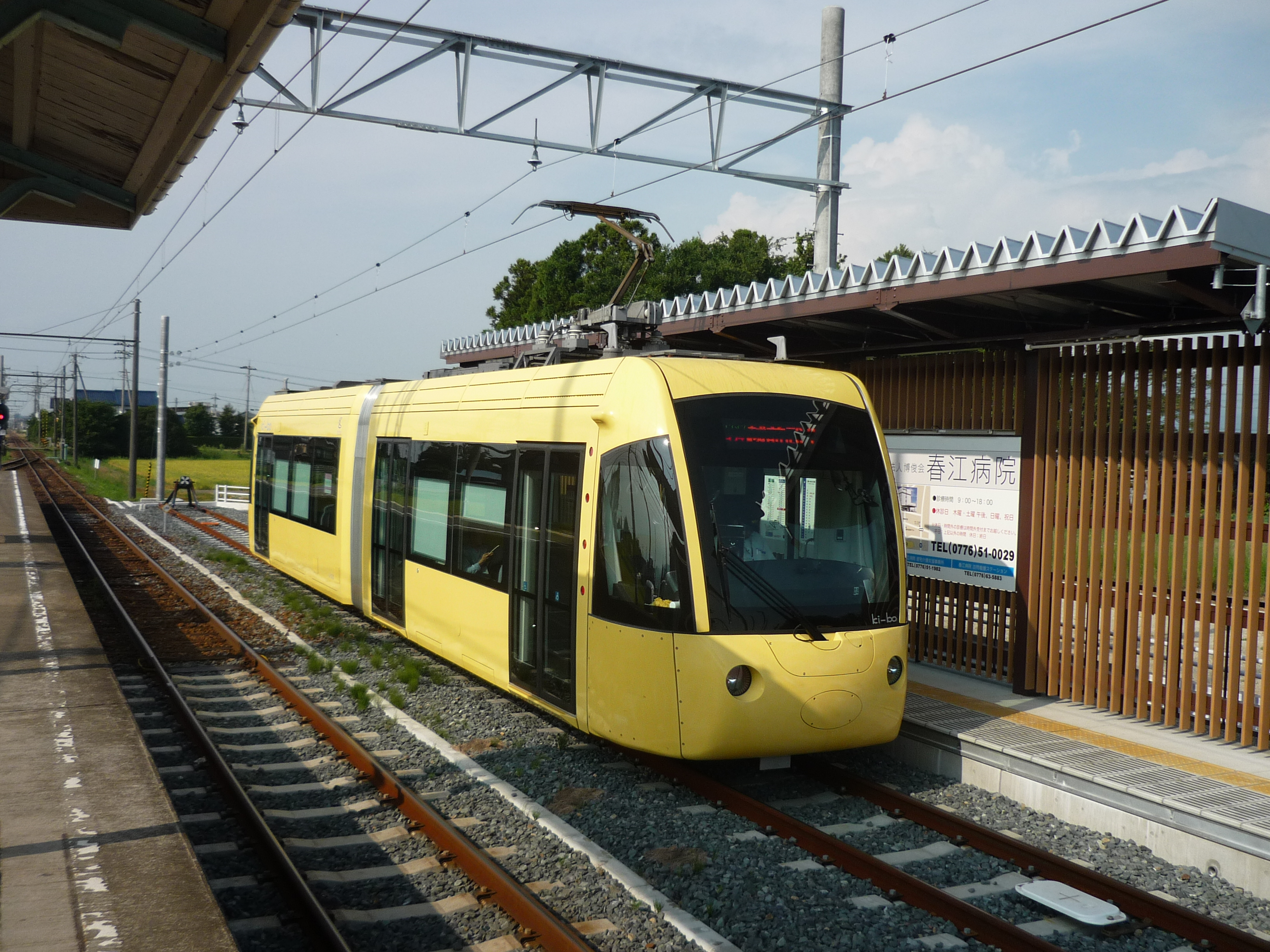
在低地台月台停站中的越前鐵道L形電車（2016年8月）

車站是一座地面車站，設有2面3線月台，當中包括1面2線的島式月台和1面1線的單式月台。月台與車站大樓之間設有站內平交道。此站是無人車站。
單式低地台月台只可折返往田原町方向，該月台只讓福井鐵道福武線直通列車專用。
在福井鐵道開始相互駛入當初，計劃直通區間只限在福井市內，只有福井鐵道車輛行走直通班次，同時行走區間為福武線的淺水站至鷲塚針原站之間。後來為了為了福井鐵道一方設施上，時間表運行上，以及方便旅客，便把計劃變更。起點改為越前武生站，直通車輛除了福井鐵道外還有越前鐵道。另一方面，於越前鐵道直通區間的折返車站當初計劃是鷲塚針原站，但是一度計劃定為西長田站。直通列車不會在此站繼續前往蘆原湯之町、三國港方向。

### 月台
在現行定點時間表下，往三國港的列車會與直通福武線的低地台列車在本站交匯。
| 月台                 | 路線        | 月台類型   | 方向                               | 備註                                 |
| -------------------- | ----------- | ---------- | ---------------------------------- | ------------------------------------ |
| 下行（車站大樓一方） | ■三國蘆原線 | 高地台月台 | 三國方面                           |                                      |
| 上行（中線）         | ■三國蘆原線 | 高地台月台 | 福井方向                           |                                      |
| 鳳凰田原線（外邊）   | ■三國蘆原線 | 低地台月台 | 田原町、（直通至福武線）武生新方向 | 低地台月台出發的所有列車通過「中角」 |

## 歷史
- 1928年12月30日：車站啟用[1]。
- 2001年6月25日：由於越前本線事故（日语：京福電気鉄道越前本線列車衝突事故），京福電氣鐵道被勒令停運所有路線，本站亦被暫停服務[6][7]。
- 2003年：

- 2月1日：車站設施轉讓至越前鐵道。
- 7月20日：越前鐵道重開車站。

- 2011年7月25日：站房被登錄成為國家登錄有形文化財[2]。
- 2016年3月27日：福井鐵道福武線開始直通運輸至本站[9]，並增設直通列車專用單式月台。
- 2024年10月11日：越前鐵道及福井鐵道均可使用ICOCA及全國通用IC卡付款[10][11]。

## 使用狀況
以下為一日平均上下車人次：
| 上下車人次變化 | 上下車人次變化 |
| 年度           | 1日平均人次    |
| -------------- | -------------- |
| 2011年         | 269            |
| 2012年         | 263            |
| 2013年         | 254            |
| 2014年         | 253            |
| 2015年         | 237            |
| 2016年         | 282            |
| 2017年         | 279            |
| 2018年         | 293            |
| 2019年         | 277            |
| 2020年         | 232            |
| 2021年         | 1476           |

## 車站周邊
車站周邊為農村和村落。在遠離民居處設有一些商店，但是主要土地都是農田。在東邊約1公里處設有福井縣工業技術中心（工業試驗場）、新興住宅區、汽車學校等設施。福井縣運輸者教育中心（駕駛執照考試中心）最接近此站（東北約800米）。

## 相鄰車站
越前鐵道
■三國蘆原線
□快速（只有上行班次）
新田塚（E30）←鷲塚針原（E32）←太郎丸天使樂園（E33）
■急行（所有班次均直通至福井鐵道福武線）
新田塚（E30）－鷲塚針原（E32）
■普通
中角（E31）－（（臨）仁愛運動場前）－鷲塚針原（E32）－太郎丸天使樂園（E33）

## 外部連結
- 鷲塚針原站 （页面存档备份，存于）（日語） - 越前鐵道
- 電車越前鐵道：鷲塚針原 （页面存档备份，存于）（日語） - 福井鐵道
- - 國指定文化財等數據庫（日語）
- 越前鐵道鷲塚針原站大樓 （页面存档备份，存于）（日語） - 福井縣教育廳生涯學習、文化財課